# Ókeanosz
Ókeanosz (Ὠκεανός, latin Oceanus) a világóceán, amelyről a görögök és a rómaiak úgy tartották, hogy a világon körbefolyó hatalmas folyó. A görög mitológiában a világóceánt megszemélyesítő Ókeanosz a titánok egyike, Uranosz és Gaia gyermeke. Hellenisztikus és római kori mozaikokon gyakran ábrázolták férfitorzóként: izmos felsőtesttel, hosszú szakállal és szarvakkal, derék alatt kígyótesttel. A régi görög tudósok hite szerint Ókeanosz testesítette meg a világtengereket (vagyis az akkori ismeretek szerint a Földközi-tengert és az Atlanti-óceánt), de ahogy a földrajztudomány fejlődött, úgy lett Ókeanosz egyre határozottabban az ismeretlenebb Atlanti-óceán megtestesítője, míg a Földközi-tenger világában Poszeidón uralkodott. Ókeanosz saját nővérével, Téthüsszel lépett házasságra, és frigyükből születtek meg a tengerek nimfái az ókeaniszok, a világ folyói, forrásai és tavai.